# Гравець року ФІФА 1993
Вручення нагороди «Гравець року ФІФА» за підсумками 1993 року відбулося 19 грудня 1993 року у Лас-Вегасі під час проведення жеребкування фінальної частини чемпіонату світу з футболу 1994 року. Це було третє вручення нагороди «Гравець року ФІФА», започаткована ФІФА у 1991 році. Лауреатом нагороди став італієць Роберто Баджо.
Переможець визначався за підсумками голосування серед 71 тренера національних команд світу. Кожен з тренерів визначав трійку найкращих футболістів, окрім співвітчизників. Перше місце оцінювалось у п'ять балів, друге — три бали, третє місце — 1 бал.

## Підсумки голосування
| №  | Гравець           | Клуб(и)           | Країна     | Очки |
| -- | ----------------- | ----------------- | ---------- | ---- |
| 1  | Роберто Баджо     | Ювентус           | Італія     | 152  |
| 2  | Ромаріу           | ПСВ Барселона     | Бразилія   | 84   |
| 3  | Денніс Бергкамп   | Аякс Інтер        | Нідерланди | 58   |
| 4  | Петер Шмейхель    | Манчестер Юнайтед | Данія      | 29   |
| 5  | Христо Стоїчков   | Барселона         | Болгарія   | 22   |
| 6  | Фаустіно Аспрілья | Парма             | Колумбія   | 21   |
| 7  | Бебето            | Депортіво         | Бразиліяl  | 16   |
| 8  | Роналд Куман      | Барселона         | Нідерланди | 15   |
| 9  | Тоні Єбоа         | Айнтрахт          | Гана       | 13   |
| 10 | Раї               | ПСЖ               | Бразилія   | 12   |